# Dissoprumna erycinaria
Dissoprumna erycinaria är en fjärilsart som beskrevs av Achille Guenée 1857. Dissoprumna erycinaria ingår i släktet Dissoprumna och familjen Uraniidae. Inga underarter finns listade i Catalogue of Life.